# Sheng Mao

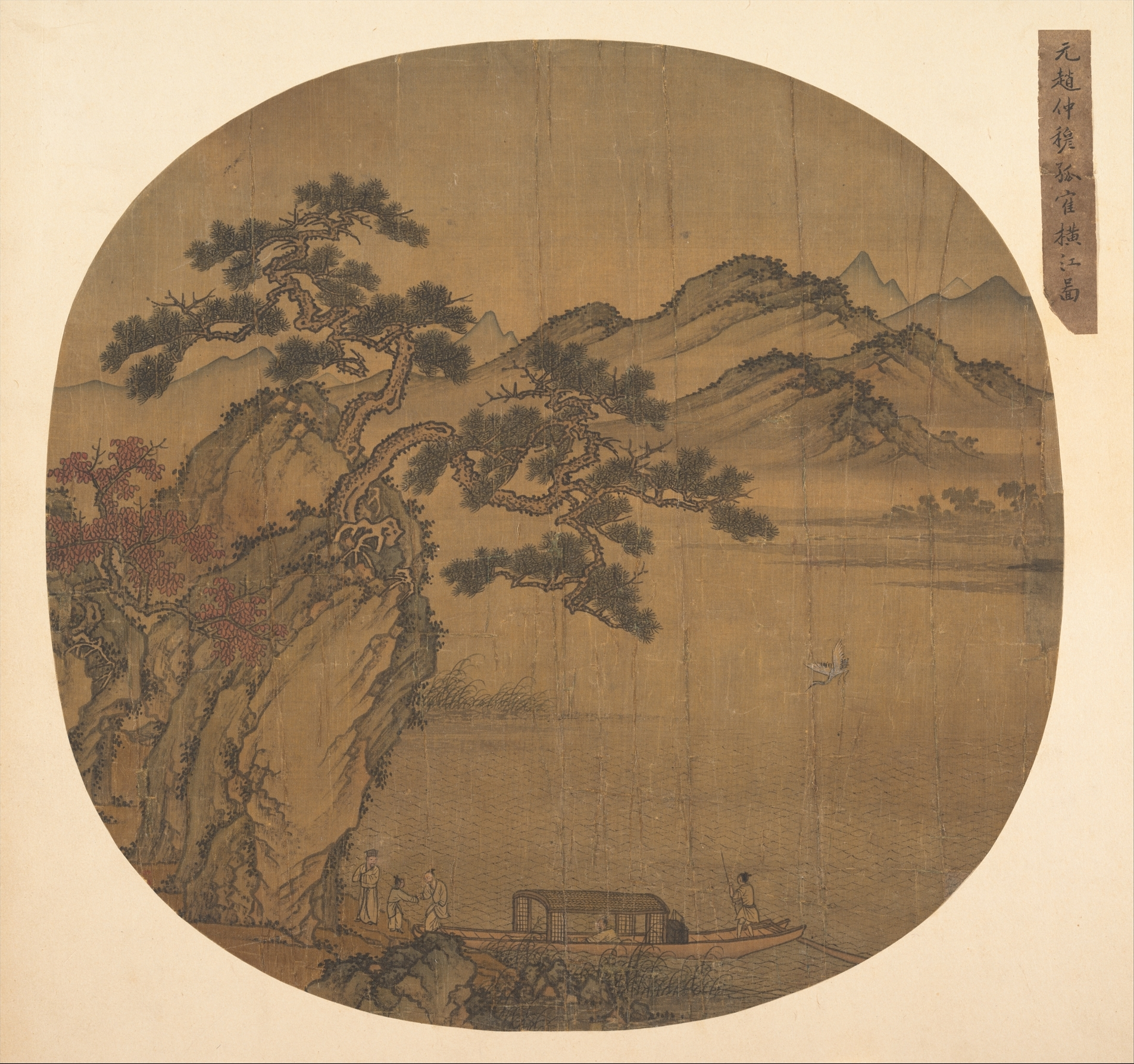
Albumillustratie ter begeleiding van Su Shi's Tweede ode op de rode klif, collectie Metropolitan Museum of Art

Sheng Mao (盛懋) was een Chinees kunstschilder uit de Yuan-periode. Zijn omgangsnaam was Zizhao (子昭). Sheng was geboren in Jiaxing in de provincie Zhejiang. Zijn geboorte- en sterfdatum zijn onbekend. Hij was als kunstschilder actief in de jaren 1310 tot 1360.
In Jiaxing was Sheng de buurman van Wu Zhen (1280–1354), een van de Vier Meesters van de Yuan-dynastie. Sheng werd in de schilderkunst onderwezen door Chen Lin (ca. 1260–1320), en later door diens leraar Zhao Mengfu (1254–1322).
Sheng leefde van de verkoop van zijn werken, maar werd ook beïnvloed door de idealen van de literati in zijn omgeving. Hierdoor vertonen zijn werken kenmerken van zowel de literati-schilderkunst als die van de beroepsschilders. Sheng bekwaamde zich in shan shui-landschappen en portretten. Hij stond bekend om zijn delicate stijl en prachtige kleuren.
- Union List of Artist Names: 500325935
- Virtual International Authority File: 256443307